# Madden NFL '96
Madden NFL '96 är ett amerikansk fotboll-spel från 1995, namngivet efter John Madden. AI har blivit förstärkt och kan nu skynda i två minuters tryck, spika bollen och täcka mottagarna med bättre effektivitet.
Det var det sista som uttryckligen stöddes av NFL on Fox, även om en avstängning/återgivning av NFL på Foxs ikoniska tema skulle fortsätta att användas i Madden i flera år efteråt.